# Gračanica (Andrijevica)
Pour les articles homonymes, voir Gračanica.
Gračanica (en serbe cyrillique : Грачаница) est un village du nord-est du Monténégro, dans la municipalité d'Andrijevica.

## Démographie

### Évolution historique de la population
| 1948 | 1953 | 1961 | 1971 | 1981 | 1991 | 2003 |
| ---- | ---- | ---- | ---- | ---- | ---- | ---- |
| 870  | 906  | 787  | 736  | 558  | 397  | 307  |